# بریکینگ بد (فصل ۱)
فصل اول مجموعه تلویزیونی درام آمریکایی بریکینگ بد از ۲۰ ژانویه ۲۰۰۸ آغاز شد و در ۹ مارس ۲۰۰۸ پایان یافت. این سریال در ژانر اکشن و هیجان انگیز می باشد.. این فصل دارای ۷ قسمت بود که هر قسمت ۴۷ دقیقه طول می‌کشید به غیر از قسمت ابتدایی که ۵۷ دقیقه بود.
این فصل در ساعت ۱۰ بعد از ظهر یکشنبه‌ها از شبکه ای‌ام‌سی پخش شد. ابتدا قرار بود که این فصل شامل ۹ قسمت باشد، اما به دلیل اعتصاب نویسندگان در آن سال ۷ قسمت از آن تولید شد. نسخه کامل فصل ۱ بر روی دی‌وی‌دی در ۲۴ فوریه ۲۰۰۹ و نسخه بلوری آن در ۱۶ مارس ۲۰۱۰ در آمریکا پخش شد.

## داستان
والتر «والت» وایت (برایان کرانستون) نقش یک معلم ساده شیمی را ایفا می‌کند. او در البوکرکی نیومکزیکو، به همراه همسر باردارش، اسکایلر (انا گان)، و پسر دبیرستانی‌اش والتر پسر (آرجی میته) که فلج می‌باشد، زندگی می‌کند. زندگی والتر بیشتر پیچیده می‌شود زمانی که یک روز بعد از تولد ۵۰سالگی‌اش می‌فهمد که سرطان ریه نوع سوم دارد. والتر تصمیم می‌گیرد تا با واردشدن به تجارت غیرقانونی مواد مخدر قبل از این که تسلیم سرطان شود، برای خانواده ارث به‌جا بگذارد. او از دانش شیمی برای تولید متامفتامین مرغوب جذب یکی از دانش‌آموزان سابق خود، جسی پینکمن (ارون پال) می‌شود.
جسی مواد خودشان را به یک پخش‌کننده مواد به نام «کریزی ۸» که فکر می‌کند والتر یک پلیس مخفی می‌باشد و سعی در کشتن او دارد می‌فروشد. والتر موفق به دفاع از خود و کشتن املیو شریک کریزی-۸ و در نهایت خود کریزی-۸ می‌شود. والتر از این اتفاق آشفت‌زده می‌شود و از اعتماد کردن به جسی ناامید شده، ارتباط خود را با او قطع می‌کند. پس از بازگشت به خانه والتر و خانواده دربارهٔ برنامه‌های بلند مدت برای مقابله با سرطان او گفتگو کردند. درحالی که در ابتدا والتر می‌خواست تسلیم بیماری‌اش شود تا اینکه از عوارض جانبی شیمی درمانی رنج ببرد یا ۹۰٬۰۰۰ دلار برای درمان نامطمئن که نتیجه‌اش معلوم نبود خرج کند، خانواده‌اش سرانجام او را متقاعد به درمان کردند.
والتر دو پیشنهاد کمک مالی باجناقش، هنک (دین نوریس)، که مامور اداره مبازه با مواد مخدر است و شریک سابق کاری خود، الیوت که ثروتمند می‌باشد را رد می‌کند. درعوض، والتر تصمیم می‌گیرد تا دوباره مواد تولید کند و به خانواده‌اش بگوید پولی که او درمی‌آورد در واقع از طرف الیوت است. والتر جسی را متقاعد می‌کند که باید شروع به فروش محصول خود به توزیع‌کننده پرقدرت مواد یعنی توکو (ریموند کروز) کنند. این دو شروع به گسترش کار خود از طریق سرقت بشکهٔ بزرگ متیل‌آمین می‌کنند که در نتیجه می‌توانند مقدار زیادی مواد برای توکو درست کنند. والتر وارد زندگی مخفی کارانه خود می‌شود و اسم مستعار «هایزنبرگ» را برای پنهان‌کردن هویت خود انتخاب می‌کند.

## بازیگران

### بازیگران اصلی
- برایان کرانستون در نقش والتر وایت (۷ قسمت)
- آنا گان در نقش اسکایلر وایت (۷ قسمت)
- آرون پال در نقش جسی پینکمن (۷ قسمت)
- دین نوریس در نقش هنک شریدر (۶ قسمت)
- بتسی براندت در نقش ماری شریدر (۶ قسمت)
- آرجی میته در نقش والتر وایت جونیور (۷ قسمت)

### بازیگران مکرر
- استیون مایکل کوئیزادا در نقش استیون گومز (۴ قسمت)
- کارمن سرانو در نقش کارمن مولینا (۴ قسمت)
- ماکسیمینو آرسینیگا در نقش کریزی-۸ مولینا (۳ قسمت)
- چارلز بیکر در نقش پیت استخونی (۲ قسمت)
- ریموند کروز در نقش توکو سالامانکا (۲ قسمت)
- جسیکا هکت در نقش گرچن شوارتز (۲ قسمت)
- تس هارپر در نقش خانم پینکمن (۱ قسمت)
- مت ال. جونز در نقش بجر میهیو (۱ قسمت)
- رودنی راش در نقش کامبو اورتگا (۱ قسمت)
- ماریوس استن در نقش باگدان والینتز (۱ قسمت)

## قسمت‌ها
| شم. کلی | شم. در فصل | عنوان                      | کارگردان      | نویسنده      | تاریخ انتشار اصلی | آمریکا تعداد بیننده (میلیون) |
| ------- | ---------- | -------------------------- | ------------- | ------------ | ----------------- | ---------------------------- |
| ۱       | ۱          | «سربرنامه»                 | وینس گیلیگان  | وینس گیلیگان | ۲۰ ژانویه ۲۰۰۸    | ۱٫۴۱                         |
| ۲       | ۲          | «گربه در کیسه است...»      | آدام برنستین  | وینس گیلیگان | ۲۷ ژانویه ۲۰۰۸    | ۱٫۴۹                         |
| ۳       | ۳          | «...و کیسه در رودخانه است» | آدام برنیستون | وینس گیلیگان | ۱۰ فوریه ۲۰۰۸     | ۱٫۰۸                         |
| ۴       | ۴          | «مرد سرطانی»               | جیم مک‌کی      | وینس گیلیگان | ۱۷ فوریه ۲۰۰۸     | ۱٫۰۹                         |
| ۵       | ۵          | «ماده خاکستری»             | ترکیا براک    | پتی لین      | ۲۴ فوریه ۲۰۰۸     | ۰٫۹۷                         |
| ۶       | ۶          | «مشتی دیوانه از هیچ»       | برونون هیوز   | جرج ماستراس  | ۲ مارس ۲۰۰۸       | ۱٫۰۷                         |
| ۷       | ۷          | «یک معامله بدون خشونت»     | تیم هانتر     | پتر گولد     | ۹ مارس ۲۰۰۸       | ۱٫۵۰                         |

## موسیقی
موسیقی اصلی بریکینگ بد ساختهٔ دیو پرتر می‌باشد. این مجموعه همچنین از آهنگ هنرمندان دیگر با نظارت موسیقایی توماس گولوبیک استفاده می‌کند.

## واکنش‌ها

### نقد
فصل اول بریکینگ بد در مجموع نقدهای قابل قبولی دریافت کرد و نمرهٔ ۷۴ از ۱۰۰ از متاکریتیک گرفت. لیندا استیسی منتقد نیویورک پست این مجموعه به ویژه بازی کرانستون و پال را ستود و بیان‌کرد «کرانستون و پال حرت‌انگیزاند. من می‌خواهم بگویم که این دو ترکیب عالی‌ای به وجود آورده‌اند اما از گفتن چنین حرف سطحی خجالت‌زده‌ام». رابرت بیانکو از یواس‌ای تودی نیز کرانستون و پال را ستود.

### جوایز و نامزدی‌ها
فصل اول جوایز و نامزدی‌های زیادی داشت از جمله چهار نامزدی امی که موفق به دریافت دوتا از آن‌ها شد. برایان کرانستون جایزهٔ نقش اول مرد را در سریال درام دریافت کرد. وینس گیلیگان نامزد دریافت کارگردانی قسمت اول شده بود. برایان کرانستون همچنین برنده بهترین بازیگر مرد در یخش سریال درام جایزه ستلایت شد.